# Barbara Borys-Damięcka
Pour les articles homonymes, voir Damięcka.
Barbara Borys-Damięcka, née Wajncjer le 2 novembre 1937 à Varsovie et morte le 9 juin 2023 dans la même ville, est une metteuse en scène polonaise de théâtre et de télévision, sénatrice à partir de 2007. 

## Biographie
En 1959, Barbara Borys-Damięcka est diplômée de l’École nationale de cinéma de Łódź. Pendant 35 ans (jusqu'en 1993), elle collabore régulièrement avec la télévision publique. De 1997 à 2007, elle est directrice générale et artistique du Théâtre Syrena à Varsovie . 

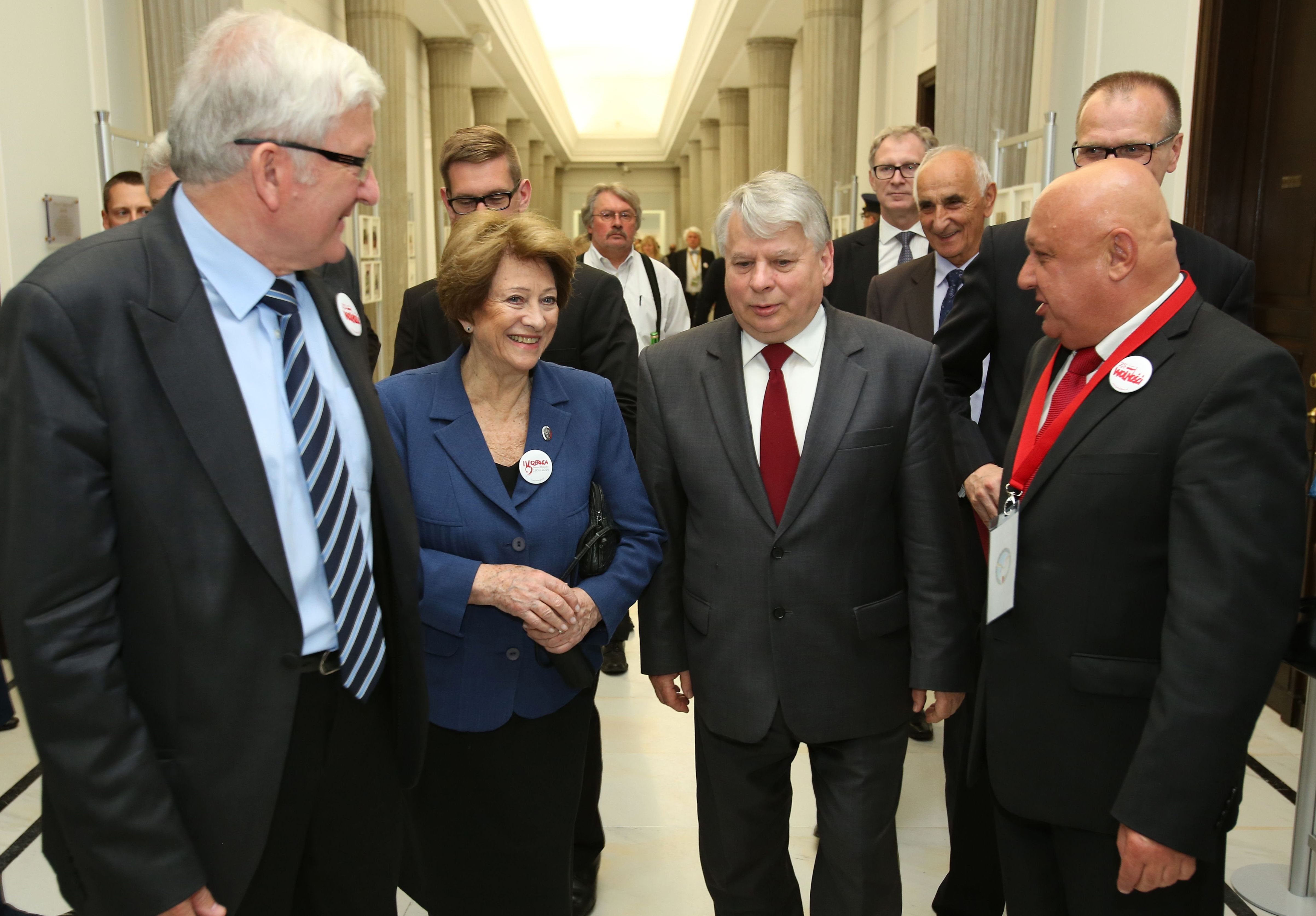
Barbara Borys-Damięcka, Marek Ziółkowski, Bogdan Borusewicz et Piotr Zientarski à la Diète (2014).

Lors des élections au Parlement européen de 2004, elle s’était présentée sur la liste du petit parti centriste Initiatives pour la Pologne, qui n’a pas atteint le seuil électoral. Aux élections législatives de 2007, elle est candidate au Sénat dans la circonscription de Varsovie au titre de la Plateforme civique. Elle remporte le siège avec le plus grand nombre de voix en Pologne (605 972). Lors de élections législatives de 2011, elle se présente une nouvelle fois au Sénat dans la circonscription n° 44 et est réélue pour un nouveau mandat. En 2015, elle est élue sénatrice pour la troisième fois. Doyenne d'âge, elle est nommée présidente d'âge pour la séance d'ouverture de la 9e législature du Sénat, mais doit renoncer pour des raisons de santé,. 
Aux élections de 2019, elle est une nouvelle fois élue au Sénat dans une circonscription de Varsovie avec l'étiquette de la Coalition civique. Elle est de nouveau nommée présidente d'âge du Sénat et préside la session inaugurale de la 10e législature. 

### Vie privée
Barbara Borys-Damięcka a été mariée à l'acteur Damian Damięcki (pl). Elle est la mère de Grzegorz Damięcki (pl). 

## Prix et distinctions
- Croix d'officier de l'Ordre Polonia Restituta (1998)
- Croix de chevalier de l'ordre Polonia Restituta (1987)[9]
- Médaille d'argent du mérite culturel Gloria Artis (2007)[10]
- Statuette " Star de la télévision polonaise " (2002) [11]
- Prix " Polonicus " (2014)[12]